# Tell Me (песня Diddy)
«Tell Me» (рус. «Скажи мне») — это второй сингл с альбома 2006 года Diddy, Press Play. Песня создана при участии Кристины Агилеры, её продюсер — Just Blaze. Согласно «All Access», сингл прорвался на радиостанции 7 ноября 2006 года.

## Информация о песне
Эта песня первоначально была создана, как демотрек к пробной pop-R&B группе Danity Kane, но Дидди решил использовать Кристину Агилеру для этой песни.
Песня была написана в соавторстве с R&B певцами, писателями песен Steve "Static" Garrett и Yummy Bingham. Рэп Дидди был написан Royce da 5'9".
У песни был широкий успех, но была не в состоянии стать главным хитом, наиболее вероятно из-за недостатка рекламы. Даже при том, что это было досадно, он держался в плей-листе Z100 около года, и до сих пор имеет достаточное количество выпусков в эфир.
Несмотря на неутешительные чартовые позиции, критики с радостью встретили «Tell Me»; она была провозглашена, как одна из выдающихся песен на Press Play.

## Клип
Видео «Tell Me» было снято во время последней недели сентября в Лос-Анджелесе и режиссировано Эриком Уайтом. Видео впервые вышло в свет на TRL 30 октября 2006 года. Видео вошло в чарты TRL 2 днями позже на 10 строчке. . В Великобритании видео впервые вышло в свет 17 ноября 2006, в тот же день, когда Агилера уехала в своё мировое турне.
В начале видео показанное стерео аппаратура — это Beocenter 2 DVD-плеер, колонки Beolab 8000 и Beo 4 пульт от Bang & Olufsen. ТВ, использованное в нём — это Panasonic плазменный телевизор. Модернистский клубный стул — это культовая LC2 Grand Confort Petite модель кресла, разработанная Le Corbusier в 1928 году.
В этом видео Дидди отчасти олицетворяет «сдуваемого парня» компании Maxell
Видео начинается с Дидди в виртуальной белой комнате, в которой только стерео аппаратура, упомянутая выше, с треком «Diddy Rock», другой трек Press Play играет на фоне. После того, как его симпатичная ассистентка спрашивает его, не хочет ли он «нажать воспроизведение» (очевидная ссылка на альбом), колонки и ТВ включается и начинается песня. Пока Дидди читает рэп, его сдувает ветром силой колонок, и Агилера появляется в телевизоре. К тому времени как вступает агилеровский эффектный хук, белая комната разбивается вдребезги, Дидди и Агилера появляются по разным сторонам от большого вентилятора в каком-то темном ветреном туннеле. Теперь видно, что Агилера выглядит шикарно, сексуально, все-таки модно в клипе, в противопоставлении её 20-х и 30-х годов гламурному виду, который она использовала для продвижения своего собственного альбома.
Эти декорации потом разлетаются вдребезги в середине второго куплета, чтобы показать видеосюжеты обоих, также как и подтанцовку, выступающую перед сверкающими неоновыми огнями. Когда песня заканчивается, камера отдаляется, чтобы показать, что огни приобретают форму рекламного символа «Press Play», соответствующий альбому

## Список композиций
| Макси-сингл 1. «Tell Me» (Explicit Album Version) — 4:08 2. «Come To Me» (Explicit Remix) — 3:52 3. «Tell Me» (Instrumental) — 4:27 4. «Get Off» (Explicit Non-Album Track) — 4:28 5. «Tell Me» (Video) | Промо 12" 1. «Tell Me» (Explicit Album Version) (featuring Christina Aguilera) — 4:06 2. «Tell Me» (Instrumental) (featuring Christina Aguilera) — 4:26 3. «Tell Me» (A Cappella) (featuring Christina Aguilera) — 4:36 4. «Come to Me» (Explicit Version) (совместно с Nicole Scherzinger, Yung Joc, Young Dro, T.I.) — 3:51 |

Ремиксы и остальные версии
- «Explicit Album Version»
- «Clean Album Version/Radio-Video Edit»
- «Instrumental»
- «Acapella»
- «Tell Me» (featuring Danity Kane)
- «Mr. Migg Radio Mix»
- «Mr. Migg Dub»
- «Mr. Migg Club Mix»

## Появление в чарте
Трек был посредственным хитом в мировом масштабе. Он попал в топ-10 в Великобритании на 8 строчке (став 14 хитом Агилеры, попавшим в топ-10 в Великобритании), и пробился в топ-20 в 15 различных странах. Песня дебютировала в чарте Top 75 в Великобритании на 20 строчке, в основном только из-за цифровых скачиваний, в воскресенье 10 декабря. Он поднялся на 8 позицию на следующей неделе.
К несчастью, это был не грандиозный хит в США, попав в чарт только на 47 позицию в Hot 100, став его самым низким чартовым синглом с тех пор. Многие критики дали треку хорошие отзывы и были уверены, что он станет очередным хитом в топ-40, но это был не тот случай. Некоторые думают, что это произошло из-за недостатка рекламы, некоторые полагают, что песня «Hurt», другая песня Агилеры в то же время подорвала исполнение песни, хотя песня сама по себе так себе. Этот сингл не был выпущен во Франции и Италии.
Несмотря на мизерный успех в США, у песни были фанаты или постоянные эфиры на некоторых американских радиостанциях, а, следовательно, некоторые станции, такие как Q102 в Филадельфии и Kiss 103.5 в Чикаго все же умеренно ставили эту песню. «Tell Me» — это 7 наиболее проигрываемая песня на нью-йоркской самой большой радиостанции в мире Z100, доказав позднее, что это был огромный хит в несомненном спросе. Он также попал в Top 100 Z100 за 2007 на 11 строчке, обогнав «Umbrella» Рианны и «Stronger» Канье Уэста. Сингл занял 33 позицию в Year End Chart 2006 в Индонезии, тем временем, песня Агилеры «Ain’t No Other Man» заняла 8 строчку в том же чарте.
В общей сложности было распродано 529,000 синглов с 4 по 10 недели 2007 года.

## Чарты
| Чарт (2006)                          | Наивысшая позиция |
| ------------------------------------ | ----------------- |
| Australian ARIA Charts               | 13                |
| Austrian Singles Chart               | 19                |
| U.S. Billboard Hot 100               | 47                |
| U.S. Billboard Hot R&B/Hip-Hop Songs | 38                |
| U.S. Billboard Hot Rap Tracks        | 14                |
| U.S. Billboard Pop 100               | 31                |
| Belgium Singles Chart (Flanders)     | 17                |
| Belgium Singles Chart (Wallonia)     | 24                |
| Chinese Singles Top 20               | 9                 |
| Dutch Singles Chart                  | 13                |

| Чарт (2006)            | Наивысшая позиция |
| ---------------------- | ----------------- |
| European Hot 100       | 13                |
| Finnish Singles Chart  | 2                 |
| German Singles Charts  | 5                 |
| Irish Singles Chart    | 8                 |
| Romanian Airplay Chart | 15                |
| Swiss Singles Chart    | 7                 |
| UK Singles Chart       | 8                 |